# الحرب الأنجلو بورمية الثالثة
الحرب الأنجلو بورمية الثالثة، المعروفة أيضًا باسم حرب بورما الثالثة، هي صراع وقع في الفترة من 7 إلى 29 نوفمبر 1885، مع استمرار المقاومة المتفرقة والتمرد حتى عام 1887. كانت آخر حرب من الحروب الثلاثة التي اندلعت في القرن التاسع عشر بين البورميين والبريطانيين. شهدت الحرب فقدان سيادة بورما المستقلة في عهد أسرة كونباونغ التي تقلّص حكمها مسبقًا إلى الأراضي المعروفة باسم بورما العليا، إذ ضمّ البريطانيون منطقة بورما الدنيا في عام 1853 جراء الحرب الأنجلو بورمية الثانية.
أصبحت بورما بعد الحرب تحت حكم الراج البريطاني مقاطعة تابعة للهند. في عام 1937، حكم البريطانيون بورما باعتبارها مستعمرة منفصلة. حقّقت بورما الاستقلال على هيئة جمهورية بعد الحرب العالمية الثانية في عام 1948.

## خلفية الأحداث
بعد أزمة خلافة العرش في بورما في عام 1878، انسحب المقيم البريطاني في بورما، ما أدى إلى إنهاء العلاقات الدبلوماسية الرسمية بين البلدين. فكّر البريطانيون في شنّ حرب جديدة كرد فعل، لكن الحروب الأخرى المستمرة في إفريقيا وأفغانستان دفعتهم إلى رفض فكرة الحرب في ذلك الوقت.
خلال الثمانينيات من القرن التاسع عشر، قلِق البريطانيون بشأن العلاقات بين بورما وفرنسا. جلبت الحروب في الهند الصينية الفرنسيين إلى حدود بورما. في مايو 1883، ذهب وفد بورمي رفيع المستوى إلى أوروبا. من الناحية الرسمية، كان غرض الوفد هو جمع المعارف الصناعية، ولكن سرعان ما شقّ طريقه إلى باريس حيث بدأ المفاوضات مع وزير الخارجية الفرنسي جول فيري. اعترف فيري في نهاية المطاف للسفير البريطاني بأن البورميين كانوا يحاولون التفاوض على تحالف سياسي إلى جانب شراء المعدات العسكرية. تكدّر البريطانيون من تصرف البورميين وساءت العلاقات بين البلدين.
أثناء المناقشات بين الفرنسيين والبورميين في باريس، اندلع نزاع حدودي على حدود الهند وبورما. في عام 1881، عينت السلطات البريطانية في الهند لجنة لتحديد الحدود بين البلدين من جانب واحد. في سياق عملها، بدأت اللجنة تطالب السلطات البورمية بالانسحاب من القرى التي قرر البريطانيون أن تكون على جانبهم من الخط. اعترض البورميون باستمرار، لكنهم تراجعوا في النهاية.
في عام 1885، انتقل القنصل الفرنسي م. هاس إلى ماندالاي. تفاوض القنصل على تأسيس بنك فرنسي في بورما، وتنازل ماندالاي عن سكة حديد إلى الحدود الشمالية لبورما البريطانية ودور فرنسا في إدارة الشركات الاحتكارية التي تسيطر عليها الحكومة البورمية. رد البريطانيون بالقوة الدبلوماسية، وأقنعوا الحكومة الفرنسية باستدعاء هاس الذي زعموا أنه أُقيل «لأسباب صحية». تراجع الفرنسيون في بورما، لكن الإجراءات الفرنسية بالإضافة إلى العديد من الأحداث الأخرى أقنعت البريطانيين باتخاذ إجراءات ضد بورما.
فُرضت غرامة على شركة التجارة بين بومباي بورما بسبب عدم الإبلاغ عن عمليات استخراج خشب الساج الكبير من تاونغو وعدم دفع رواتب موظفيها. غرّمت إحدى المحاكم البورمية الشركةَ وصادر المسؤولون البورميون بعض أخشابها. ادعت الشركة والحكومة البريطانية أن التُّهم باطلة وأن المحاكم البورمية فاسدة. وطالب البريطانيون الحكومة البورمية بقبول محكِّم عينته بريطانيا لتسوية النزاع. عندما رفض البورميون ذلك، أصدر البريطانيون إنذارًا أخيرًا في 22 أكتوبر 1885. طالب الإنذار الأخير بقبول البورميين مقيمًا بريطانيًا جديدًا في ماندالاي، وتعليق أي إجراء قانوني أو غرامات ضد الشركة إلى حين وصول المقيم، وخضوع بورما للسيطرة البريطانية في علاقاتها الخارجية وتزويد البريطانيين بالمنشآت التجارية لتطوير التجارة بين شمال بورما والصين.
كان قبول الإنذار الأخير سينهي أي استقلال حقيقي لبورما ويحوّل البلاد إلى شيء مماثل للولايات الأميرية شبه المستقلة في الهند البريطانية. بحلول 9 نوفمبر، عند استلام الرفض الفعلي للشروط في يانغون، تقرّر احتلال ماندالاي وخلع الملك البورمي ثايبو مين. ويحتمَل أن ضمّ مملكة بورما كان قد تقرر أيضًا.

## وقائع الحرب
في هذا الوقت، باستثناء أن البلاد كانت واحدة من الغابات الكثيفة؛ فكانت غير مناسبة للعمليات العسكرية، لم يعرف البريطانيون سوى القليل عن المناطق الداخلية في بورما العليا، لكن البواخر البريطانية أبحرت لسنوات على الطريق الكبير لنهر إيراوادي، من يانغون إلى ماندالاي، وكان من الواضح أن الطريقة الأسرع والأكثر إرضاءً لتنفيذ الحملة البريطانية هي التقدم المباشر إلى العاصمة عن طريق المياه. علاوة على ذلك، أُتيح عدد كبير من البواخر النهرية الخفيفة والصنادل -التابعة لشركة إيراوادي فلوتيلا بقيادة فريدريك تشارلز كينيدي- في يانغون، وكان كل ما يعرفه مسؤولو الشركة في الملاحة النهرية الصعبة تحت تصرف القوات البريطانية.
عُيّن اللواء -بعد ذلك السير- هاري برندرغاست لقيادة الغزو. كما كان متوقعًا في مشروع بهذا الوصف، استُدعيت القوات البحرية والجيش لأغراض عسكرية، وكالعادة كانت الخدمات التي يقدمها البحارة والمدافع هي الأكثر أهمية. كان مجموع القوات الفعالة المتاحة 3029 جنديًا بريطانيًا، و 6005 من السيبوي الهنود و 67 بندقية، و 24 رشاشًا للخدمة النهرية. تكوّن الأسطول النهري الذي نقل القوات والمخازن من أكثر من 55 باخرة والعديد من الصنادل والزوارق… إلخ.
كانت ثايتمو الموقع البريطاني على النهر الأقرب إلى الحدود، حيث تجمّعت الحملة بأكملها عمليًا بحلول 14 نوفمبر، أي بعد خمسة أيام من استلام ردّ ثايبو. في نفس اليوم، تلقى الجنرال برندرغاست التعليمات لبدء العمليات. صُعق الملك البورمي وشعبه لسرعة التقدم، إذ لم يتسنّ لهم الوقت لحشد أي مقاومة أو التنظيم لذلك. ولم يتمكنوا حتى من سدّ النهر عن طريق إغراق البواخر، وما إلى ذلك؛ لأنه في نفس يوم استلام أوامر التقدم، شنّت البواخر المسلحة -إيراوادي وكاثلين- الهجوم على المدفعيات البورمية الأقرب، وأخرجت من تحت إطلاق النار باخرة الملك البورمي وبعض الصنادل التي كانت تقبع هناك استعدادًا لهذا الغرض بالذات. في 16 نوفمبر، تم الاستيلاء على المدفعيات ذاتها على كلا الضفتين بغارة برية، واتضح أن البورميين غير مستعدين، فلم يبدوا أي مقاومة. في 17 نوفمبر، في مينهلا، على الضفة اليمنى من النهر، دافع البورميون بقوة هائلة عن متراس باغودا ومعبده وحصن مينهلا على التوالي. تكثّف الهجوم بلواء من المشاة البريطانيين الهنود على الشاطئ، وتغطى بقصف من النهر، وهُزم البورميون بخسارة 170 قتيلًا و 276 سجينًا، بالإضافة إلى غرق الكثيرين عند محاولة الهروب عن طريق النهر. استمر التقدم في الأيام التالية، بقيادة اللواء البحري والمدفعية الثقيلة التي نالت من دفاعات نهر بورما في نياونغ يو، وباكوكو وماينجين على التوالي.